# Taddeo Taddei
Taddeo Taddei (ur. 1470, zm. 1529) – włoski mecenas i humanista.

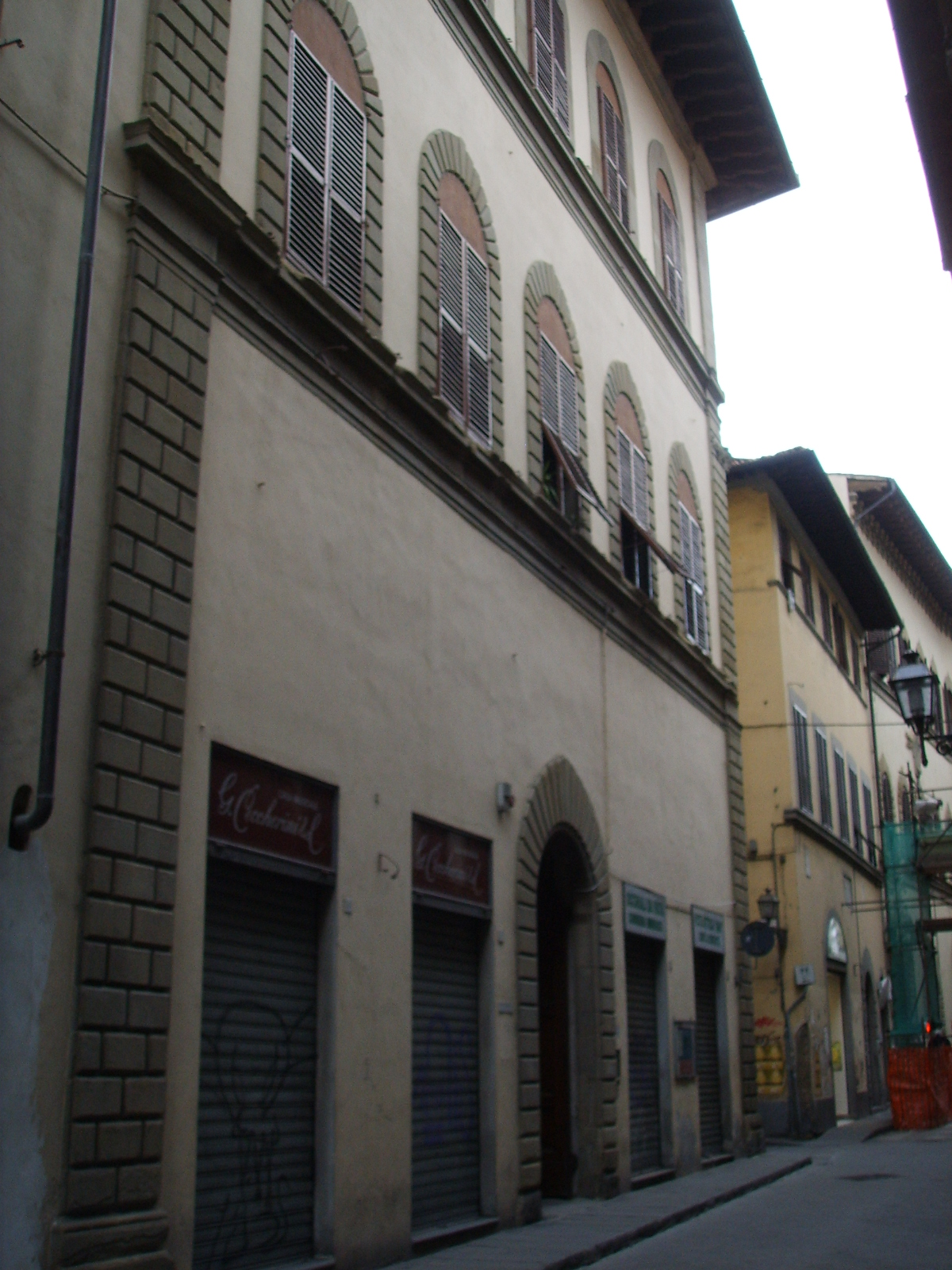
Palazzo Taddei-Florencja

Zgodnie z relacją Giorgia Vasariego, Taddei posiadał w swoich zbiorach marmurowe tondo wyrzeźbione przez Michała Anioła z wyobrażeniem Marii, obecnie znajdujące się w zbiorach Royal Academy w Londynie. Vasari przekazał także informację, że Rafael Santi będący częstym gościem w pałacu przy via de' Ginori 19 we Florencji podarował właścicielowi dwa obrazy z wizerunkami Madonny, z których jedna jest obecnie własnością Kunsthistorisches Museum w Wiedniu.
Baccio d’Agnolo, co potwierdza Vasari,  zbudował dom rodziny Taddei na zlecenie Taddeo z tego rodu, który to dom był posiadłością nadzwyczaj wygodną i piękną, właśnie tą położoną pod numerem 19.